# Aldeia de Nacomba
Aldeia de Nacomba is een plaats (freguesia) in de Portugese gemeente Moimenta da Beira en telt 149 inwoners (2001).